# Zavier Simpson
Zavier Marquis Simpson, né le 11 février 1997 à Lima dans l'Ohio, est un joueur américain de basket-ball évoluant au poste de meneur.

## Biographie

### Carrière universitaire
Il joue pendant quatre saisons avec les Wolverines du Michigan, entre 2016 et 2020. Lors de sa deuxième saison il dispute la finale universitaire face aux Wildcats de Villanova mais s'incline.

### Carrière professionnelle

#### Thunder d'Oklahoma City (avril 2022)
Le 4 avril 2022, il signe un contrat de 10 jours en faveur du Thunder d'Oklahoma City.

## Statistiques

### Universitaires
Les statistiques de Zavier Simpson en matchs universitaires sont les suivantes :
| * | Valeur la plus haute de Division I NCAA |

| Saison    | Équipe   | Matchs | Titul. | Min./m | % Tir | % 3pts | % LF | Rbds/m. | Pass/m. | Int/m. | Ctr/m. | Pts/m. |
| --------- | -------- | ------ | ------ | ------ | ----- | ------ | ---- | ------- | ------- | ------ | ------ | ------ |
| 2016-2017 | Michigan | 38     | 0      | 8,7    | 37,2  | 26,3   | 71,0 | 0,60    | 1,00    | 0,50   | 0,10   | 1,60   |
| 2017-2018 | Michigan | 41*    | 29     | 26,5   | 46,7  | 28,6   | 51,6 | 3,20    | 3,70    | 1,30   | 0,00   | 7,30   |
| 2018-2019 | Michigan | 37     | 37     | 33,8   | 43,4  | 30,8   | 66,7 | 5,00    | 6,60    | 1,40   | 0,10   | 8,80   |
| 2019-2002 | Michigan | 30     | 30     | 33,7   | 47,6  | 36,0   | 57,4 | 4,50    | 7,90    | 1,00   | 0,10   | 12,90  |
| Carrière  | Carrière | 146    | 96     | 25,2   | 45,5  | 31,4   | 59,0 | 3,30    | 4,60    | 1,10   | 0,10   | 7,30   |